# Centralny Zarząd Zaopatrzenia Łączności
Centralny Zarząd Zaopatrzenia Łączności – jednostka organizacyjna Ministra Poczt i Telegrafów istniejąca w latach 1952–1972, mająca na celu zapewnienie sprawnego funkcjonowania zaopatrzenia w resorcie poczt i telegrafów, ujednolicenia i wzmocnienia kierownictwa służby zaopatrzenia, wzmocnienia operatywności i powiązania z terenem kraju.

## Działalność
Na podstawie uchwały Prezydium Rządu z 1952 r. w sprawie utworzenia w Ministerstwie Poczt i Telegrafów, Centralnego Zarządu Zaopatrzenia Łączności, ustanowiono Centralny Zarząd.
Nadzór na Centralnym Zarządem sprawował Minister Poczt i Telegrafów.
Przedmiotem Centralnego Zarządu było:
- planowanie, rozdzielnictwo i sprawy związane z realizacją zaopatrzenia w materiały, urządzenia techniczne i sprzęt oraz śledzenie racjonalnej gospodarki nimi w aparacie łączności,
- nadzór, koordynacja i ogólne kierownictwo podległych składnic na rozrachunku gospodarczym, utworzonych odrębnymi zarządzeniami Ministra Poczt i Telegrafów dla bezpośredniego zaopatrzenia jednostek i przedsiębiorstwa resortu poczt i telegrafów.

Na podstawie uchwały Rady Ministrów z 1972 r. w sprawie utraty mocy obowiązującej niektórych uchwał Rady Ministrów, Prezydium Rządu, Komitetu Ekonomicznego Rady Ministrów i Komitetu Ministrów do Spraw Kultury, ogłoszonych w Monitorze Polskim zlikwidowano Centralny Zarząd.